# Andrew Gray
Andrew Gray (augustus 1633 - 8 februari 1656) was een Schots presbyteriaans predikant. Door de leden van de bevindelijk gereformeerde kerken in Nederland worden de preken van Gray nog veel gelezen en staat hij bekend als zogenaamde Oudvader. Andrew Gray stierf al op zeer jonge leeftijd.

## Levensloop
Gray werd geboren in Edinburgh in 1633. Hij was het elfde kind van een talrijk gezin. Aan de universiteiten van St Andrews en Edinburgh ontving hij zijn theologische opleiding. Toen hij nog maar even in de twintig was, werd hij op 3 november 1653 bevestigd als predikant van de gemeente van Glasgow, in de Outer High Church. Aanvankelijk maakten enkelen bezwaar tegen de leeftijd van de jonge predikant, maar dat bezwaar viel weg toen bleek dat hij zijn ambt zeer getrouw vervulde. Van alle kanten stroomde men toe naar de plaats waar Gray preekte. 
Slechts drie jaren was hij predikant. Op zijn sterfbed schreef hij nog een brief aan Lord Warristoun: Ik ben zeer zwak, met zware koorts en heb gedurende zeven nachten zo goed als niets geslapen, onder zeer zware kwellingen van Zijn hand, met vele treurige bijzonderheden en omstandigheden. Ik zal niet meer zeggen dan, dat ik in bijzondere opzichten de uwe ben en naar ik hoop, mag ik zeggen, stervende in Christus. Na een korte ziekte stierf hij in 1656 op de leeftijd van 22 jaar en 6 maanden.

## Preken
Na het overlijden van Gray verschenen zijn preken in diverse bundels. In de 19e eeuw werden al zijn preken in 2 bundels uitgegeven. The Works of the Rev. Andrew Gray (Aberdeen, 1839) bevat 48 preken. In het voorwoord maakt de uitgever melding van een bijzondere vondst: Een deel van Grays preken waren door zijn vrouw in steno opgenomen. Het manuscript was inmiddels gevonden en hiervan zijn een deel van de preken herdrukt. Deze 48 preken zijn getrouw vertaald en in het Nederlands verschenen tussen 1912-1926, met diverse herdrukken.
- De verborgenheid des geloofs ontsloten (9 preken)
- Grote en dierbare beloften (9 preken)
- Aansporing tot het gebed (9 preken)
- De geestelijke strijd en geestelijke vergenoeging (10 preken)
- Avondmaalspreken (11 preken)

Een andere bundel, Select Sermons of Mr. Andrew Gray (Edinburgh, 1765 en Falkirk, 1792), bevat 49 preken.
- De Christen in volle wapenrusting (6 preken)
- De Roos van Saron (6 preken)
- Wakende aan Zijn poorten (7 preken)
- De Overste Leidsman (6 preken)
- Uitnemende openbaringen (7 preken)
- Driemaal gebeden (8 preken)
- De biddende Hogepriester (9 preken)

- Gemeinsame Normdatei: 1055639772
- International Standard Name Identifier: 0000 0001 0782 1125
- Library of Congress Control Number: n85024124
- Nederlandse Thesaurus van Auteursnamen: 072273232
- SNAC: w6fv222z
- Trove: 1488474
- Virtual International Authority File: 58036021
- WorldCat: E39PBJxCvc9txPBkVFQRbqvbVC